# Estadio Plaza Manuel Anselmo Ocampo
El estadio Plaza Manuel Anselmo Ocampo, también conocido como la "Placita" Ocampo, es un estadio de fútbol de la ciudad de Villa María, en la provincia de Córdoba, perteneciente a la Municipalidad de la ciudad. 
Es uno de los estadios más importantes de dicha provincia y declarado Monumento Histórico de la ciudad de Villa María.

## Datos

### Nombre
El estadio lleva el nombre de fundador de la ciudad de Villa María, Manuel Anselmo Ocampo.

### Ubicación
Ubicado en Av. Sabattini y San Juan, en el Centro de Villa María, el estadio colinda con las vías del tren, donde pasara el antiguo Ferrocarril Central Argentino, y a escasos metros de la Estación Villa María, cuna del nacimiento de la ciudad.

## Localía
El Club Atlético Alumni (que milita en el Torneo Federal B) hace de local en mencionado estadio, que es uno de los más grandes de todo el interior de Córdoba. 
Además de otros clubes de la ciudad que participan en la Liga Villamariense de Fútbol, ya sea por causa de que no poseen terreno de juego o porque el partido se dispute de noche, estando habilitado para cotejos nocturnos. Es sede de los compromisos finales de la liga local si así convengan los clubes, sean de Villa María o no.

## Anécdotas
En 1979, en un partido amistoso entre el Club Atlético Alumni y Argentinos Juniors, hizo su presencia en el terreno de juego: Diego Armando Maradona.

## Traslado
Por su localización estratégica en la ciudad, el terreno del estadio (aproximadamente de 13 mil metros cuadrados) es altamente buscado por inversores inmobiliarios para la construcción de edificios y hoteles. El precio de mercado en el centro de Villa María (año 2014), ronda los U$S 2000 el metro cuadrado, que en total, haría que la venta del predio sea entre 15 y 20 millones de dólares.
En el año 2006, durante la gestión como intendenta de Nora Bedano, apareció un protecto de canje de la Plaza Ocampo (en esa primera oportunidad, incluía el Salón de los Deportes y los terrenos del Aeroclub) a cambio de viviendas y un espacio deportivo el cual no prosperó. El proyecto tuvo una fuerte resistencia de parte de organizaciones sociales.
Años más tarde, y ya siendo intendente Eduardo Accastello (cónyuge de su predecesor), se retoma la iniciativa contando con el apoyo de instituciones deportivas, hablando de la necesidad de que la ciudad cuente con un estadio acorde, para las competencias deportivas. Se llamó a licitación en enero de 2012, y el 27 de abril del mismo año, se adjudicó el proyecto la única oferente: Teximico S.A.

### Proyecto
La empresa presentó un plan que consistía de dos etapas: la primera, la construcción de un estadio de fútbol/rugby para 10 mil personas y distintas mejoras deportivas; mientras que la segunda etapa consiste en el desarrollo inmobiliario y construcción de un centro comercial en los terrenos de la actual Plaza Ocampo.
De acuerdo con lo establecido en la ordenanza municipal, la empresa ganadora de la licitación, debería construir el nuevo estadio en el campus de la Universidad Nacional de Villa María, además de un parque recreativo y deportivo con canchas de fútbol, básquet, hockey, pileta de natación, un albergue para deportistas, un circuito ciclístico, sector gastronómico y estacionamiento que quedaría a manos de la municipalidad.
Una vez llevadas a cabo esas prestaciones, la empresa tendrá en su poder el predio de la plaza, para construir allí un hotel de categoría superior, un centro de convenciones, hasta cuatro torres de viviendas de categoría, oficinas corporativas y locales comerciales, un mínimo de trescientas cocheras.
Esa obra se iba a realizar en el Campus de la UNVM, que cedía 15 hectáreas a la empresa privada a cambio de 43 hectáreas de un campo en cercanías de Tío Pujio.
El proyecto generó objeciones políticas que tuvieron su correlato en la Justicia. La denuncia frenó la operación, se discutía que el negocio con la empresa adjudicataria no era “clara”, ya que acarreaba una investigación por haberse beneficiado presuntamente y haber pagado sobreprecios, en otros proyectos en la ciudad de Buenos Aires.

### Habilitación
Después de 3 años de debate judicial, el 26 de noviembre de 2015, el Tribunal Superior de Justicia de Córdoba, y por fallo unánime, le dio la razón a la Municipalidad de Villa María que ahora está habilitada para continuar con el canje de la Plaza Ocampo.
Bajo la nueva administración de la ciudad a manos de Martín Gill, el cual apoya el proyecto, se convocará a todas las partes involucradas, para tomar las decisiones que corresponda, y definir el plan final, si es que ha sufrido algún cambio después de haber estado “parado” por la instancia judicial.